# Frank Stubbs (ishockeyspelare)
Frank Raymond Stubbs, Jr., född 12 juli 1909 i South Wellfleet i Massachusetts, död 20 april 1993 i Melrose i Massachusetts, var en amerikansk ishockeyspelare.
Stubbs blev olympisk bronsmedaljör i ishockey vid vinterspelen 1936 i Garmisch-Partenkirchen.